# Connarus villosus
Connarus villosus là một loài thực vật có hoa trong họ Connaraceae. Loài này được Jack mô tả khoa học đầu tiên năm 1822.